# Mathias Toftegård Andersen
Mathias Toftegård Andersen (født 17. juni 1996) er en dansk skuespiller, der blev kendt for sin rolle som plageånden Rune i DR's 2009-julekalender Pagten.
Mathias, der er fra Fuglebjerg mellem Næstved og Slagelse, har desuden medvirket i musicals samt i Oliver Twist på Slagelse Teater.